# Schlacht bei Bordeaux (1653)
Les Avins – Löwen – Tornavento – Guetaria – Fontarrabie – Corbie – Diedenhofen 1639 – Turin – Arras 1640 – Aire-sur-la-Lys – La Marfée – Honnecourt – Barcelona – Cartagena – Diedenhofen 1643 – Rocroi – Orbetello – Fort Mardyck – Dünkirchen – Rethel – Bordeaux – Lens – Arras 1654 – Valenciennes – Dünenschlacht
Die Schlacht von Bordeaux war ein Seegefecht im Französisch-Spanischen Krieg (1635–1659), das am 20. Oktober 1653 in der Gironde ausgetragen wurde. Eine spanische Flotte unter Álvaro de Bazán, 3. Marquis von Santa Cruz, war ausgesandt worden, um Bordeaux zu entsetzen, das zu dieser Zeit von Adligen gehalten wurde, die sich im Zuge der Fronde gegen Ludwig XIV. erhoben hatten. Die Spanier trafen auf eine erhebliche Anzahl an französischen Kriegsschiffen, die zur Armee des Herzogs von Vendôme im Kanal von Blaye gehörten, und kaperten oder zerstörten die meisten davon. Kurz danach landeten etwa 1600 Soldaten der spanischen Tercios an, die das Dorf Montagne plünderten. Ein ähnlicher Versuch auf der Île de Ré konnte von den Franzosen zurückgeschlagen werden, sodass Santa Cruz, der seine Anweisungen erfüllt hatte, nach Spanien zurückkehrte.

## Hintergrund
1650, während der Fronde, verbündete sich Philipp IV. von Spanien mit der Herzogin von Longueville und dem Vicomte de Turenne, indem er ihnen Schiffe, Soldaten und Geld zur Unterstützung im Kampf gegen seinen Feind, Ludwig XIV. von Frankreich, zur Verfügung stellte. Der Großteil der spanischen Flotte war jedoch in der Blockade von Barcelona 1651/52 gebunden; einzig drei Fregatten unter dem Kommando von José de Osorio konnten in die Gironde geschickt werden (obwohl sie später durch mindestens acht Galeonen unter dem Baron de Vatteville verstärkt wurden). Erzherzog Leopold Wilhelm von Österreich konnte die französische Flotte nach Dünkirchen locken und sie dort mit großen Verlusten schlagen, während Großadmiral von Vendôme am 4. Juli 1653 die Festung von Bourg von den Spaniern einnehmen und kurz darauf Bordeaux belagern konnte.
König Philipp befahl daraufhin einer Flotte bestehend aus acht Galeonen, acht Brandern und allen Fregatten und Pinassschiffen, dringendst zwecks Entsetzung vom Hafen von Pasaia nach Bordeaux zu segeln. Zusätzlich wurden der Marquis de Santa Cruz und Admiral Manuel de Buñuelos gedrängt, mit demselben Ziel von Cádiz aus mit der Armada del Mar Océano aufzubrechen. Trotz all dieser Anstrengungen hatte Bordeaux wegen Nachschubmangels bereits vor der französischen Armee kapituliert, als die spanische Flotte eintraf. Gleichwohl befahl Santa Cruz den Angriff auf die Flotte von Großadmiral von Vendôme.

## Schlacht

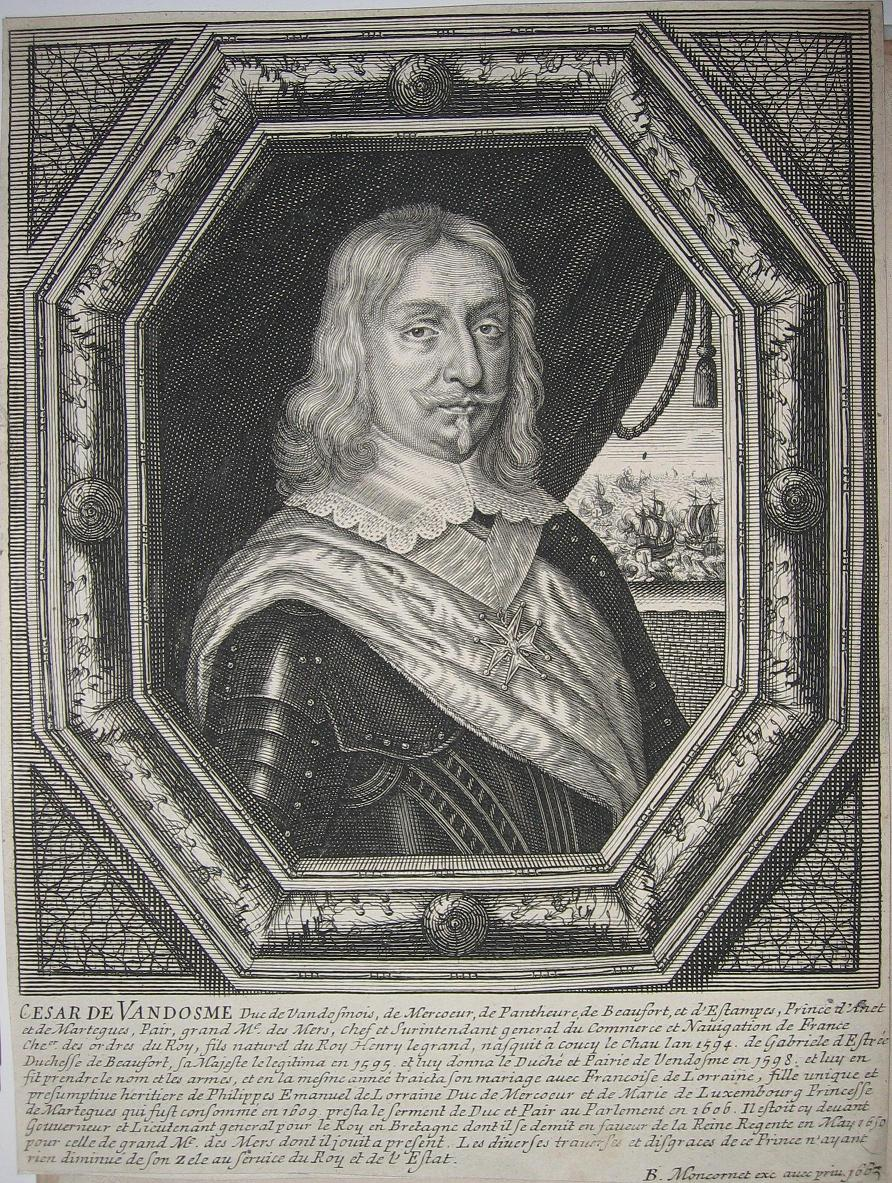
Graviertes Porträt des Herzoges von Vendôme von Balthasar Moncornet.

Da den Spaniern die genaue Position der französischen Kriegsschiffe unbekannt geblieben war, verwandte Santa Cruz einige Zeit mit der Suche nach ihnen entlang des Ästuars. Frühestens am 14. Oktober wurde ein französisches Geschwader aus drei Galeeren und acht Brigantinen gesichtet, wie es in den Kanal von Blaye einfuhr. Sofort schickte Santa Cruz vier Fregatten und zwei Brander aus, um die Kanalmündung zu blockieren, und befahl Generalleutnant Luis de Guzmán, das Areal auszukundschaften. Es erwies sich, dass die Mündung für die größten Schiffe unpassierbar war, da während der Ebbe der Wasserstand extrem niedrig war. So entschied man, die französischen Schiffe an Land angreifen zu wollen.
Am 20. Oktober waren die Vorbereitungen abgeschlossen. Um 3:00 Uhr morgens an diesem Tag landeten die Tercios von Melchor de la Cueva, Francisco de Meneses und dem Herzog von Veragua beidseitig des Kanals und bewegten sich in Richtung der französischen Schiffe, die sich vor einer Festung befanden, in der französische und schottische Regimenter garnisoniert waren. Diese Truppen verwickelten gemeinsam mit einem Kavallerie-Korps aus einem nahegelegenen Dorf die Spanier in ein Geplänkel, das bis 5:00 Uhr dauerte. Zu diesem Zeitpunkt gestattete die Flut den spanischen Matrosen, drei französische Galeeren und sieben Brigantinen aus dem Kanal zu entführen. Zwei Fregatten, zwei Brigantinen und 15 Kähne wurden in Brand gesteckt, da sie in der Kürze der Zeit nicht wieder flott gemacht werden konnten. Das gleiche Schicksal ereilte die Häuser von Bourg, nachdem die Ortschaft geplündert worden war. Bei der gesamten Operation erlitten die Spanier keinerlei Verluste.

## Nachspiel
Am Tag nach der Schlacht beschossen die spanischen Schiffe das Dorf Montagne, woraufhin 1600 Soldaten anlandeten, das Dorf plünderten und den Großteil des Viehs, des Weines, des Weizens und anderer Güter erbeuteten. Royan und verschiedene andere nahegelegene Ortschaften wurden ebenfalls geplündert. Einige Tage später schlug ein Überraschungsangriff auf die Île de Ré wegen Fehlern von Santa Cruz und Buñuelos fehl. Daraufhin kehrte Santa Cruz nach Spanien zurück. Seine Flotte ging im Hafen von Pasaia, nahe Donostia-San Sebastián, vor Anker, obwohl er keine dahingehenden Befehle erhalten hatte. Aus diesem Grund oder wegen seines Scheiterns bei der Île de Ré wurde er im Schloss von San Torcaz gefangengesetzt. Admiral Manuel de Buñuelos wurde ebenfalls bestraft, indem er im Schoss von Vélez eingesperrt wurde.